# Figueira Ruminal
A Figueira Ruminal (em latim: Ficus Ruminalis) foi um figueira selvagem que tinha na Roma Antiga um significado religioso e mitológico. Ela estava perto de uma pequena caverna conhecido como Lupercal, ao pé do monte Palatino e foi o local onde, de acordo com a tradição, o cesto com Rômulo e Remo parou no rio Tibre e onde eles foram encontrados pela loba capitolina, que os alimentou até serem descoberto pelo pastor Fáustulo. A árvore foi sagrada para Rumina, uma das deidades do nascimento e infância, que promovia a amamentação. Santo Agostinho menciona um Júpiter Rumino.
O nome Ruminal foi relacionado por alguns romanos com rumis ou ruma, "teta, peito", mas alguns linguistas modernas pensam que é mais provável a relação com Roma e Rômulo, que podem basear-se em rumon, talvez uma palavra para "rio" ou um nome arcaico para o Tibre. Segundo Plutarco, o termo "Ruminal" provém do fato de animais ruminantes descansarem debaixo da figueira. A estátua da loba capitolina supostamente localizava-se próxima à Figueira Ruminal. Em 296 a.C. os edis curuis Cneu e Quinto Ogúlnio Galo colocaram imagens de Rômulo e Remo como bebês lactantes sob suas tetas. Pode ser esse grupo de esculturas que é representado em moedas.

## Evidências historiográficas e arqueológicas
O historiador do reinado de Augusto Tito Lívio diz que em seu tempo a árvore ainda existia, enquanto seu jovem contemporâneo Ovídio observou apenas traços (vestigia), talvez um toco. Uma passagem textualmente problemática em Plínio, o Velho parece sugerir que a árvore foi miraculosamente transplantada pelo áugure Ato Návio para o Comício. Esta figueira, contudo, foi a Figueira Návia (em latim: Ficus Navia), assim chamada pelo áugure; havia crescido de um local que tinha sido atingido por um raio e foi assim considerada sagrada. Tácito refere-se à Figueira Návia como a Árvore Ruminal (Arbor Ruminalis), uma identificação que sugere que ela tinha sido plantada a partir da original, seja cultivada como um ramo, ou simbolicamente. A referência obscura de Plínio pode, então, considerar a estátua de Ato Návio que situava-se na frente da Cúria Hostília: ele estava com seu lítuo levantado em uma atitude que o conectava com a Figueira Návia e a representação da loba na Figueira Ruminal, "como se" a árvore tivesse cruzado de um espaço para o outro. Quando a Figueira Návia caiu, foi entendido como um mal presságio para Roma. Quando ela morreu, foi substituída. Em 58 d.C., quando quase secou, voltou a brotar.
Na arqueologia do Comício, vários eixos irregulares de pedra dispostos em linha, datado da pavimentação da fase republicana, podem ter sido aberturas para preservar árvores veneráveis durante programas de reconstrução. Plínio menciona outras árvores sagradas no Fórum Romano, entre as quais duas figueiras. O Plutei de Trajano retrata o sátiro Mársias, cuja estátua ficava no Comício, próximo a uma figueira que está situada em um pedestal, como se ela fosse uma escultura. Não está claro se essa representação significa que as árvores sagradas podem ter sido substituídas por outras artificias ou pictóricas. No tempo de Augusto, as aberturas estavam pavimentadas, o que pode explicar os traços de Ovídio.